# コーリー・ガンズ
コーリー・ガンズ (英: Cory Gunz、本名: ピーター・コーリー・パンキー・ジュニア、1987年6月22日 - ) は、アメリカ合衆国ニューヨーク州ブロンクス区出身のラッパーである。

## 人物
ピーター・ガンズというラッパーを父親に持つ。一時は、ジェイ・Zに見出され、デフ・ジャムと契約を結んでいたが、その後ヤング・マネー・エンターテインメントに移籍する。その後もリアーナの「If its Lovin’ That You Want」のリミックス曲に参加するなど、注目を浴びた。